# 陡子峪乡
陡子峪乡，是中华人民共和国河北省承德市兴隆县下辖的一个乡，与北京市平谷区和天津市蓟州区接壤，是京津冀三地交界点所在地之一。

## 行政区划
陡子峪乡下辖以下地区：
水厂村、龙门村、前干涧村、梯子峪村、西陡子峪村、东陡子峪村和沥水沟村。
其中，水厂、龙门两村与北京相邻，前干涧村与天津相邻，因用户数量少，河北省通信运营商在此架设通信设备无法收回成本，这三个村落的通信设备分别由北京、天津架设，固话区号也因此分别使用010、022，而非承德的0314，形成了“一乡三区号”的奇特场面。